# Cornate di Gerfalco
Le Cornate di Gerfalco costituiscono uno dei due principali rilievi montuosi delle Colline Metallifere.

## Descrizione
La vetta di 1.060 metri s.l.m. si innalza poco a nord della località di Gerfalco, nel comune di Montieri, al confine tra le province di Grosseto e Siena. L'area delle Cornate di Gerfalco è ricca di risorse minerarie; inoltre, proprio da questa zona proviene il marmo rosa (calcare rosso ammonitico) utilizzato per la realizzazione di numerose chiese e nella pavimentazione del Duomo di Siena.
Il Crinale delle Cornate è un sentiero trekking ben segnalato di media difficoltà, meraviglioso per appassionati e naturalisti, al quale si accede direttamente dal delizioso borgo medievale di Gerfalco. Gli aspetti geologici intrecciati a quelli naturalistici fanno di questa Riserva Naturale di circa 1000 ettari, un luogo ideale per escursioni a piedi, cavallo e mountain bike.
Questa comprende diverse emergenze storico-archeologiche fra cui il Castello di Fosini (in Provincia di Siena) le già citate cave di Rosso Ammonitico sulle Cornate e le Miniere di Poggio Mutti, fitta rete di cunicoli in parte naturali ed in parte escavati, utilizzati in epoca medievale per la ricerca di minerali contenenti argento.
Tra gli animali che popolano la riserva ci sono il biancone e lo sparviero (rapaci che frequentano le falesie del castello di Fosini insieme al picchio muraiolo), il gatto selvatico, la martora, il capriolo, il daino, l'istrice, la donnola, la puzzola e la faina. Tra gli uccelli si nota la presenza in inverno del sordone. Infine gli insetti rari: il Carabus alysidotus, la Thecla betulae e la Maculinea arion.